# كولن أبلتون
كولن أبلتون (بالإنجليزية: Colin Appleton)‏ هو لاعب كرة قدم ومدرب كرة قدم بريطاني، ولد في 7 مارس 1936 في سكاربورو في المملكة المتحدة. لعب مع تشارلتون أثلتيك وليستر سيتي ونادي بارو ونادي سكاربورو.

## وصلات خارجية
- كولن أبلتون على موقع قاعدة بيانات كرة القدم.إي يو (الإنجليزية)
- كولن أبلتون على موقع Soccerbase.com (مدرب) (الإنجليزية)